# Leptochilus signatus
Leptochilus signatus är en stekelart som beskrevs av Gusenleitner 1995. Leptochilus signatus ingår i släktet Leptochilus och familjen Eumenidae. Utöver nominatformen finns också underarten L. s. gueruenensis.